# Æthelred I di Northumbria
Æthelred (... – Coria (Corbridge), 18 aprile 796) regnò sulla Northumbria dal 774 al 779 e poi dal 788 o 789 fino a quando fu assassinato nel 796.

## Biografia
Salì sul trono dopo la deposizione di Alhred. La cronaca anglosassone lo definisce figlio di Æthelwald Moll. Æthelred fu deposto nel 779 e il trono tornò agli Eatingi nella persona di Ælfwald I, forse nipote di Eadberht Eating. Visse in esilio durante il regno di Ælfwald e quello del suo successore Osred II. Osred fu deposto e mandato in esilio nel 788 o 789 e Æthelred fu rimesso sul trono. Per ordine di Æthelred nel 790 ci fu un attentato contro l'ealdorman Eardwulf che però sopravvisse e divenne re. I figli di Ælfwald, Ælf ed Ælfwine, furono uccisi, probabilmente su ordine di Æthelred, nel 791. L'anno successivo Osred cercò di riprendere il trono, ma fu sconfitto, catturato e ucciso il 14 settembre 792. In quello stesso 792 sposò Ælfflæd, figlia di Offa di Mercia, a Catterick. Fu assassinato il 18 aprile 796 da una cospirazione guidata dagli earldormen Ealdred e Wada. In questo clima di generale confusione salì sul trono Osbald.